# 720年代
| 千纪： | 1千纪                                                                                  |
| 世纪： | 7世纪 \| 8世纪 \| 9世纪                                                                |
| 年代： | 690年代 \| 700年代 \| 710年代 \| 720年代 \| 730年代 \| 740年代 \| 750年代              |
| 年份： | 720年 \| 721年 \| 722年 \| 723年 \| 724年 \| 725年 \| 726年 \| 727年 \| 728年 \| 729年 |

## 大事记
- 倭始自称日本。
- 721年，東突厥毗伽可汗遣使赴唐朝求和。
- 722年，唐罷諸衛府兵，改為召募。
- 725年，李隆基封禪泰山，将酷吏來俊臣等三十二人之子孫永遠禁錮。
- 726年，東羅馬帝國皇帝利奧三世禁止基督徒拜偶像，而羅馬城主教則主拜聖母聖嬰，於是與君士坦丁堡主教各行其是，教會分裂為二，在西者稱羅馬公教(天主教)，在東者稱希臘正教(東正教)。
- 727年，李隆基於苑城外建十王宅，自是親王不出任官職。後諸孫漸多，又建百孫院，太子不另居東宮。

## 出生
班宏

## 逝世
- 塔里克·伊本·齊亞德，阿拉伯名将
- 薛訥，唐朝名将，薛仁貴之子
- 狄光遠，唐朝官员，狄仁杰之子
- 李娑固，契丹大贺氏首领
- 李大酺，唐朝奚族首领
- 欧麦尔二世，倭马亚王朝第八代哈里发